# Stazione di Sicciole
La stazione di Sicciole (in sloveno Sečovlje) era una stazione ferroviaria posta lungo la ex linea ferroviaria a scartamento ridotto Trieste-Parenzo chiusa nel 31 agosto 1935. Era al servizio del comune di Sicciole.